# Hydroporus ijimai
Hydroporus ijimai is een keversoort uit de familie waterroofkevers (Dytiscidae). De wetenschappelijke naam van de soort is voor het eerst geldig gepubliceerd in 1993 door Nilsson & Nakane.